# Lacey Nymeyer
Lacey Pearl Nymeyer, född 29 oktober 1985 i Tucson i Arizona, är en amerikansk simmare.
Nymeyer blev olympisk silvermedaljör på 4 × 100 meter frisim vid sommarspelen 2008 i Peking.